# Friedrich-Wilhelm Bauer
Friedrich-Wilhelm Bauer (* 20. Juni 1932 in Berlin; † 30. April 2019 in Frankfurt am Main) war ein deutscher Mathematiker. Er war von 1971 bis 1997 Professor am Institut für Algebra und Geometrie an der Johann-Wolfgang-Goethe-Universität Frankfurt.

## Leben und Werk
Bauer wurde 1955 bei Ewald Burger in Frankfurt promoviert (Zur Dimensionstheorie der Kompakten im Rn). Er habilitierte sich 1959 ebenfalls an der Johann-Wolfgang-Goethe-Universität Frankfurt. Zwischen der Promotion und der Berufung zum Professor in Frankfurt führte er auch Lehr- und Forschungstätigkeiten in den USA, der damaligen UdSSR und an der FU Berlin durch. Sein Forschungsschwerpunkt lag in der Algebraischen Topologie.
Er war seit 1959 CDU-Mitglied und gehörte in der Zeit von 1965 bis 1993 der Stadtverordnetenversammlung in Frankfurt am Main an.
Er starb nach langer Krankheit am 30. April 2019 in Frankfurt am Main.